# Francis Burns
Francis Burns (Glenboig, 17 ottobre 1948) è un ex calciatore scozzese, di ruolo difensore.

## Palmarès

### Club

#### Competizioni nazionali
- Community Shield: 1

Manchester United: 1967

#### Competizioni internazionali
- Coppa dei Campioni: 1

Manchester United: 1967-1968